# 小行星9357
小行星9357（英語：9357 Venezuela）是一颗围绕太阳公转的小行星。1992年1月11日，O. A. Naranjo在梅里达州发现了此天体。
这颗小行星的绝对星等为147.1818789375623等。